# Лопетеги, Юлен
Юлен Лопете́ги Арго́те (исп. Julen Lopetegui Agote, баск. Julen Lopetegi Agote; род. 28 августа 1966, Астеасу, Страна Басков) — испанский футболист и футбольный тренер.

## Клубная карьера
Лопетеги начинал свою карьеру в клубе «Реал Сосьедад», а в 1985 году пополнил состав «Кастильи». В составе этой команды вратарь регулярно выходил на поле и был там важной фигурой. В 1988 году Лопетеги был переведён в главную команду «Кастильи» — мадридский «Реал», но сразу же перешёл на правах аренды в «Лас-Пальмас», за который провёл 31 матч сезона. Вернувшись из аренды, Лопетеги на протяжении трёх лет был запасным вратарём «Реала», оставаясь в тени Франсиско Буйо, и провёл только один матч. В 1991 году перебрался в «Логроньес», в составе которого блестяще провёл три сезона. Затем вратарь пополнил ряды «Барселоны». Игрока брали, чтобы заменить Андони Субисаррету, но проиграл конкуренцию Карлесу Бускетсу и пришедшему в 1996 году Витору Баие, в итоге став третьим вратарём команды, сыграв лишь пять встреч за три года. Покинув «Барселону», Лопетеги перешёл в «Райо Вальекано», выступавший в Сегунде. Вратарь внёс весомый вклад в подъём клуба в высшую лигу, провёл за команду сто двенадцать встреч и в 2002 году принял решение завершить карьеру игрока.

## Карьера в сборной
Игрок был серебряным призёром чемпионата мира-1985 (до 20 лет) в составе сборной Испании (до 20 лет), но не провёл ни одного матча на турнире. В том же году он провёл один матч за сборную Испании (до 21 года). Яркая игра Лопетеги в составе «Логроньеса» дала ему приглашение в сборную Испании, в составе которой Лопетеги провёл всего один матч. Это была встреча со сборной Хорватии, которая состоялась 23 марта 1994 года и закончилась поражением испанцев со счётом 0:2. Тем не менее Лопетеги попал в заявку сборной Испании на ЧМ-1994.

## Тренерская карьера
С начала сезона 2003/04 Лопетеги был главным тренером «Райо Вальекано», но из-за неудовлетворительных результатов уже в ноябре был уволен. После этого он до 2008 года работал комментатором на испанских спортивных каналах. В сезоне 2008/09 Лопетеги возобновил тренерскую карьеру, без особого успеха возглавляя «Кастилью».
В 2010 году Лопетеги был назначен главным тренером сборной Испании (до 19 лет) и сборной Испании (до 20 лет). Со сборной Испании (до 19 лет) удалось выиграть чемпионаты Европы 2011 (в составе тренерского триумвирата) и 2012 годов. В 2012 году Лопетеги был назначен главным тренером сборной Испании (до 21 года), с которой также выиграл в 2013 году молодёжный чемпионат Европы.
12 июня 2014 года Лопетеги возглавил «Порту» и вернулся к клубной тренерской работе, однако в январе 2016 года был уволен, так и не выиграв ни одного трофея.
После Евро-2016 Лопетеги возглавил сборную Испании, сменив на посту Висенте Дель Боске. Под его руководством испанцы досрочно заняли первое место в отборочной группе на чемпионат мира в России, опередив сборную Италии. Однако за день до начала турнира Лопетеги был отстранён Испанской футбольной федерацией от руководства сборной из-за того, что скрытно от федерации договорился возглавить «Реал Мадрид» по окончании чемпионата мира. 12 июня 2018 года специалист заключил трёхлетний контракт с «Реалом». 29 октября 2018 года он был уволен после поражения от «Барселоны» со счётом 1:5.
4 июня 2019 года Лопетеги возглавил «Севилью», подписав контракт на три года. 21 августа 2020 года Лопетеги привёл «красно-белых» к победе в Лиге Европы УЕФА (в финале со счётом 3:2 был повержен миланский «Интер»), выиграв первый клубный трофей в своей тренерской карьере. 6 октября 2022 года, после крупного поражения «Севильи» от дортмундской «Боруссии» на стадии группового этапа Лиги чемпионов, был уволен с поста наставника клуба.
5 ноября 2022 года Лопетеги стал главным тренером английского клуба «Вулверхэмптон Уондерерс», идущего на предпоследнем, 19-м месте в турнирной таблице Премьер-лиги. По итогам сезона «Вулверхэмптон» занял 13-е место. 8 августа 2023 года Лопетеги покинул пост. 23 мая 2024 года было официально объявлено о подписании Лопетеги контракта с «Вест Хэм Юнайтед». 8 января 2025 года был отправлен в отставку.

## Личная жизнь
Его отец, Хосе Антонио, известен тем, что установил рекорд: объёмный круглый камень весом 100 кг он поднял и опустил 22 раза за одну минуту. Также у Лопетеги есть брат и две сестры.

## Достижения

### Как игрок
«Реал Мадрид»
- Чемпион Испании: 1989/90
- Обладатель Суперкубка Испании (2): 1989, 1990
- Итого: 3 трофея

«Барселона»
- Обладатель Кубка Испании: 1996/97
- Обладатель Суперкубка Испании (2): 1994, 1996
- Обладатель Кубка обладателей кубков: 1996/97
- Итого: 4 трофея

### Как тренер
Сборная Испании
- Победитель Чемпионата Европы (до 19 лет): 2011, 2012
- Победитель Чемпионата Европы (до 21 года): 2013

«Севилья»
- Победитель Лиги Европы УЕФА: 2019/20

## Тренерская статистика
| Команда                 | Начало работы  | Завершение работы | Показатели | Показатели | Показатели | Показатели | Показатели | Показатели | Показатели | Показатели |
| Команда                 | Начало работы  | Завершение работы | М          | В          | Н          | П          | МЗ         | МП         | РМ         | % побед    |
| ----------------------- | -------------- | ----------------- | ---------- | ---------- | ---------- | ---------- | ---------- | ---------- | ---------- | ---------- |
| Райо Вальекано          | 1 июля 2003    | 3 ноября 2003     | 11         | 2          | 2          | 7          | 10         | 17         | −7         | 018,18     |
| Реал Мадрид Кастилья    | 1 июля 2008    | 30 июня 2009      | 38         | 18         | 9          | 11         | 60         | 45         | +15        | 047,37     |
| Испания (до 19)         | 1 августа 2010 | 30 мая 2013       | 15         | 11         | 2          | 2          | 39         | 19         | +20        | 073,33     |
| Испания (до 20)         | 1 августа 2010 | 30 апреля 2014    | 11         | 9          | 0          | 2          | 30         | 16         | +14        | 081,82     |
| Испания (до 21)         | 8 августа 2012 | 30 апреля 2014    | 19         | 18         | 1          | 0          | 62         | 13         | +49        | 094,74     |
| Порту                   | 12 июня 2014   | 4 января 2016     | 78         | 53         | 16         | 9          | 159        | 54         | +105       | 067,95     |
| Испания                 | 21 июля 2016   | 13 июня 2018      | 20         | 14         | 6          | 0          | 61         | 13         | +48        | 070,00     |
| Реал Мадрид             | 14 июня 2018   | 29 октября 2018   | 14         | 6          | 2          | 6          | 21         | 20         | +1         | 042,86     |
| Севилья                 | 4 июня 2019    | 6 октября 2022    | 170        | 90         | 44         | 36         | 247        | 164        | +83        | 052,94     |
| Вулверхэмптон Уондерерс | 5 ноября 2022  | 9 августа 2023    | 27         | 10         | 6          | 11         | 28         | 38         | −10        | 037,04     |
| Вест Хэм Юнайтед        | 1 июля 2024    | 8 января 2025     | 22         | 7          | 5          | 10         | 26         | 44         | −18        | 031,82     |
| Катар                   | 1 мая 2025     |                   | 3          | 2          | 0          | 1          | 3          | 3          | +0         | 066,67     |
| Итого                   | Итого          | Итого             | 428        | 240        | 93         | 95         | 746        | 446        | +300       | 056,07     |